# Esclau Fidel i Assenyat

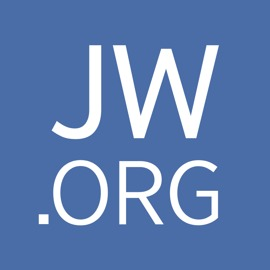
Logo de la web dirigida pel Consell Rector dels Testimonis de Jehovà

Esclau Fidel i Assenyat és el terme bíblic emprat pels Testimonis de Jehovà per identificar les persones en qui recau l'autoritat espiritual d'aquesta organització, i que segons les seves creences forma part de les 144.000 persones que tenen esperança celestial i governaran amb Crist com a reis i sacerdots. Esclau Fidel i Assenyat i Consell Rector són dos termes que es refereixen al mateix grup dirigent dels Testimonis de Jehovà.
Segons els Testimonis de Jehovà, el 1914 va començar a regnar Crist al cel mitjançant el Regne de Déu, des d'on dirigeix la seva obra evangelitzadora fins que s'estableixi a la Terra. Aquesta data la treuen de la Profecia dels Set Temps.
També diuen que els governs humans no acceptaran el Regne de Crist i, per tant, Déu els destruirà quan arribi l'Harmagedon.

## Ús del terme
Els Testimonis de Jehovà utilitzen aquest terme basant-se en les seves interpretacions de les paraules de Jesús, recollides en a Mateu 24:45: "¿Qui és el servent fidel i assenyat a qui l'amo ha confiat la gent de casa seva perquè els doni l'aliment al temps degut?" (Bíblia de Montserrat). Segons la seva interpretació d'aquest text, hi hauria un esclau encarregat de donar l'aliment espiritual, un esclau que seria fidel i assenyat.

## Història
Al principi de la història dels Testimonis de Jehovà, Charles Taze Russell va assenyalar que l'"Esclau Fidel i Assenyat" es referia al conjunt dels cristians veritables. Més tard, a La Torre de Guaita del 15 d'abril de 1904, Russell explica que l'"Esclau Fidel i Assenyat" és una persona i no pas un grup. Tanmateix, el 1927, el successor de Russell, Joseph Rutherford, publica un article a La Torre de Guaita on diu que és una classe de persones i no pas una sola persona. Des de llavors, aquesta és la doctrina oficial.

## Funcions
Segons els Testimonis de Jehovà, la classe de l'Esclau Fidel i Assenyat té les següents funcions:
- Tenir cura de tots els béns de Jehovà, és a dir, els seus interessos del Regne a la Terra, entre els quals hi ha les instal·lacions de la seu mundial dels Testimonis de Jehovà, juntament amb les sucursals, Sales del Regne i Sales de Congressos de tot el món.
- Subministrar aliment espiritual a tots els fidels.
- Portar l'ensenyament de la Bíblia arreu del món mitjançant la predicació.

## Autors crítics
Autors crítics com Pedro de Felipe del Rey, opinen que les aspiracions d'aquest anomenat esclau no són religioses, sinó econòmiques i polítiques.

## Posició del Consell Rector
El Consell rector dels Testimonis de Jehovà, basant-se en la Profecia dels Set Temps, defensa que amb la destrucció de Jerusalem i el seu temple (símbol de la sobirania divina) l'any 607 dC, els governs humans van ser l'única autoritat permesa per Déu durant 2.520 anys fins al 1914 d.C. En aquell any Jesucrist va rebre el Regne de Déu al cel que des de llavors influeix en la terra ajudant als veritables cristians a ensenyar els propòsits de Déu i avisar a la gent que vivim en els darrers dies d'aquest món fins que arribi l'Harmagedon i el Regne de Déu s'estableixi a la terra. Aleshores, un petit grup que hagin rebut la crida celestial governaran des del cel al costat de Crist la terra i els humans fidels a Déu que hi visquin en ella. Per tant, defensen que no tenen gens d'interès polític en la societat humana actual, a més d'emparar-se en un llarg historial de neutralitat.
La norma oficial que regeix a tots els Testimonis de Jehovà és la següent:
"No constituïm un grup de pressió política, no votem per cap partit o candidat, no ens presentem a les eleccions per ocupar un càrrec públic i no promovem canvis en el poder".